# 마에다 다이젠
마에다 다이젠(일본어: 前田 大然, 1997년 10월 20일 ~ )는 일본의 축구 선수로 현재 스코티시 프리미어십의 셀틱 FC에서 공격수로 뛰고 있다.

## 구단 경력
그는 2016년 J2리그의 마쓰모토 야마가 FC에 입단했다. 2020년 J1리그의 요코하마 F. 마리노스로 이적했다. 2021년엔 리그 36경게 출전하여 23득점을 기록, 리그 최다 득점자. 2022년 셀틱 FC로 이적했다.

## 국가대표팀 경력
그는 2018년 아시안 게임에 참가할 일본 U-23 국가대표팀에 발탁되었으며, 은메달 획득에 기여했다.
그는 2019년 코파 아메리카에 참가할 일본 국가대표팀에 발탁되었으며, 6월 17일 칠레와의 경기에서 데뷔했다.
2020년 하계 올림픽에도 출전, 4강 진출에 기여했다.
2022년 FIFA 월드컵에도 출전했다. 크로아티아와의 16강전에서는 전반 43분 선제골을 넣었다. 2023년 AFC 아시안컵에도 출전했다.

## 통계
| 일본 | 일본 | 일본 |
| 연도 | 출전 | 득점 |
| ---- | ---- | ---- |
| 2019 | 2    | 0    |
| 2020 | 0    | 0    |
| 2021 | 0    | 0    |
| 2022 | 9    | 2    |
| 2023 | 2    | 1    |
| 2024 | 9    | 1    |
| 통산 | 22   | 4    |

## 수상

### 클럽
마쓰모토 야마가
- J2리그 : 우승 (2018)

요코하마 F. 마리노스
- J1리그 : 준우승 (2021)

 셀틱 FC
- 스코티시 프리미어십 : 우승 (2021-22)
- 스코티시컵 : 4강 (2021-22)

### 국가대표팀
일본 U-23
- 아시안 게임 : 은메달 (2018)
- 하계 올림픽 : 4위 (2020)

### 개인
- J1리그 득점왕 : 2021 (23골)
- J1리그 베스트 11 : 2021